# Sidsjön (Ockelbo socken, Gästrikland, 675233-153280)
Sidsjön är en sjö i Ockelbo kommun i Gästrikland och ingår i Gavleåns huvudavrinningsområde. Sjön är 7 meter djup, har en yta på 0,125 kvadratkilometer och befinner sig 233,1 meter över havet. Sjön avvattnas av vattendraget Sidsjöbäcken.

## Delavrinningsområde
Sidsjön ingår i det delavrinningsområde (675279-153266) som SMHI kallar för Utloppet av Sidsjön. Medelhöjden är 240 meter över havet och ytan är 0,94 kvadratkilometer. Räknas de 2 avrinningsområdena uppströms in blir den ackumulerade arean 13,39 kvadratkilometer. Sidsjöbäcken som avvattnar avrinningsområdet har biflödesordning 2, vilket innebär att vattnet flödar genom totalt 2 vattendrag innan det når havet efter 93 kilometer. Avrinningsområdet består mestadels av skog (86 procent). Avrinningsområdet har 0,13 kvadratkilometer vattenytor vilket ger det en sjöprocent på 13,3 procent.